# Deerfield Beach
Deerfield Beach város az Amerikai Egyesült Államok Florida államában, Broward megyében. Lakosainak száma 86 859 fő (2020. április 1.).

## Közlekedés
A települést érinti az Amtrak egyik távolsági vasúti járata is, a Silver Meteor.

## Népesség
A település népességének változása:

| 2010 | 75 018 |
| 2020 | 86 859 |